# Diocèse de Pathein
Le diocèse de Pathein (Dioecesis Patheinensis) est un siège épiscopal de l'Église catholique de Birmanie suffragant de l'archidiocèse de Rangoun. En 2013, il comptait 78 500 baptisés pour 5 842 000 habitants. Depuis le 31 mai 2023, le siège épiscopal est occupé par Henry Eikhlein.

## Territoire
Le siège épiscopal est à Pathein où se trouve la cathédrale Saint-Pierre.
Le territoire est subdivisé en 34 paroisses.

## Histoire
Le diocèse de Bassein est érigé le 1er janvier 1955 par la bulle Quo commodius de Pie XII, recevant son territoire du vicariat apostolique de Rangoun (aujourd'hui archidiocèse). Il prend son nom actuel le 8 octobre 1991.

## Ordinaires
- Georges Maung Kyaw, 1er janvier 1955-1968 (mort)
- Joseph Mahn Erie, 16 février 1968-3 juin 1982
- Joseph Valerius Sequeira, 24 janvier 1986-22 février 1992
- John Gabriel, 22 février 1992-16 août 1994 (mort)
- Charles Maung Bo S.D.B., 13 mars 1996-24 mai 2003
- John Hsane Hgyi, 24 mai 2003-22 juillet 2021 (mort)
- Henry Eikhlein, depuis le 31 mai 2023

## Statistiques
- En 1958, le diocèse comptait 26 498 baptisés pour 285 000 habitants (9,3 %), 16 prêtres diocésains, 8 religieux et 64 religieuses dans 13 paroisses
- En 1999, le diocèse comptait 63 692 baptisés pour 4 396 416 habitants (1,4 %), 44 prêtres diocésains, 22 religieux et 125 religieuses dans 26 paroisses
- En 2013, le diocèse comptait 78 500 baptisés pour 5 842 000 habitants (1,3 %), 80 prêtres diocésains, 58 religieux et 134 religieuses dans 34 paroisses[1].